# Busztrofedon

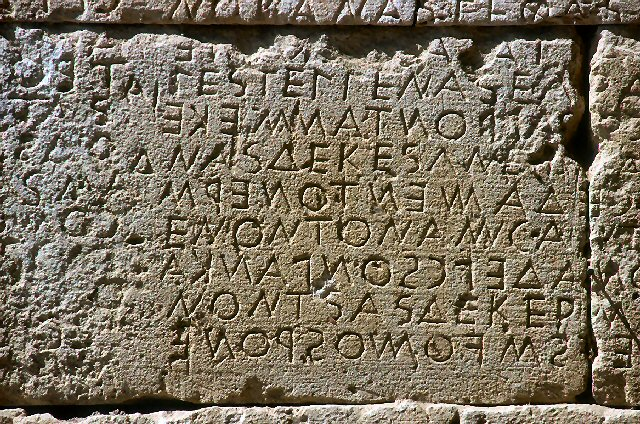
Ógörög busztrofedon írás - Gortyni törvények -, a kőfelirat a krétai Gortyn városa agoráján állt, i. e. 5. század

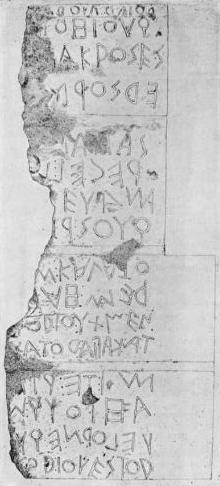
A Lapis Niger (a ma ismert legrégebbi latin felirat) is busztrofedon, viszont szabálytalan: az 1., 3., 5., 7., 9., 11., 12., 14., 16. sor jobbról balra vezet; a 2., 4., 6., 8., 10., 13. és a 15. balról jobbra; a 8., 9., és a 16. sor fejjel lefelé íródik.

A busztrofedon  (gör. βουστροφηδόν, boustrophēdón), busztrofédon, ill. busztrophédon, vagy ökörszántás nevű sorvezetés,  kétirányú sorvezetésű írás, mely leginkább ókori kéziratokban és más epigráf történelmi emlékeken fordul elő. A sorok váltakozva, balról jobbra, ill. jobbról balra haladnak, mivel az egyik sor ott folytatódik, ahol a másik végződik. A balról jobbfelé vezető modern európai írásoktól, vagy a jobbról balfelé vezető arab, ill. héber írástól eltérően a sorok iránya váltakozó, emellett az írásjelek iránya is megfordul a sor irányának megfelelően az archaikus írásokban. Ez a kétirányú sorvezetéses írás a korai ókori görög kőfeliratokon gyakori volt. Az elnevezés görög eredetű, szó szerint is ökörszántásszerű („ahogy az ökör szánt”) sorvezetést jelent.

## A busztrofedon írásos példái
Több ókori írás jellegzetesen busztrofedon írás, köztük a luvi hieroglif írás, néhány etruszk szöveg, valamint a korai görög feliratok is ökörszántás sorvezetésű írások, bár a hellenisztikus korban már nemigen alkalmazták.
Ez a sorvezetés előfordul némely frígiai, valamint föníciai írásban is, bár a föníciaiak írása általában jobbról balfelé vezet. De busztrofedon sorvezetésű írás többek között az ódélarab írás, valamint a Húsvét-szigeti képírásos jelek, azaz a rongorongo is.